# Bill Disney
Bill Dale Disney (* 3. April 1932 in Topeka; † 22. April 2009 in Lake Havasu City) war ein US-amerikanischer Eisschnellläufer.
Disney wurde im Jahr 1955 US-amerikanischer und nordamerikanischer Meister im Eisschnelllauf und nahm an den Olympischen Winterspielen 1960 in Squaw Valley teil. Dort gewann er über 500 m mit einer Zeit von 40,3 Sekunden die Silbermedaille hinter Jewgeni Grischin. Vier Jahre später startete er bei den Olympischen Winterspielen in Innsbruck, wobei er den achten Platz über 500 m errang. Zudem war er dort Fahnenträger bei der Eröffnungsfeier. Nach seiner Karriere war er als Eisschnelllauftrainer tätig. Sein Bruder Jack Disney nahm als Bahnradsportler an den Olympischen Sommerspielen 1956, Olympischen Sommerspielen 1960 und den Olympischen Sommerspielen 1964 teil.

## Persönliche Bestzeiten
| Disziplin | Zeit       | Datum             | Ort      |
| --------- | ---------- | ----------------- | -------- |
| 500 m     | 39,8 s     | 1. Dezember 1963  | Rosemont |
| 1500 m    | 2:14,4 min | 22. Dezember 1963 | Rosemont |